# Jordi Canal
Pour les articles homonymes, voir Canal.
Jordi Canal i Morell, né à Olot en 1964, est un historien espagnol,, professeur à l’École des hautes études en sciences sociales de Paris, auteur de plusieurs études sur le carlisme et la Catalogne.

## Carrière
Il est auteur d'œuvres comme El carlisme català dins l'Espanya de la restauració: un assaig de modernització política (1888-1900) (Eumo Editorial, 1998), El carlismo. Dos siglos de contrarrevolución en España (Alianza Editorial, 2000), El carlismo y las guerras carlistas. Hechos, hombre e ideas (La Esfera de los Libros, 2003) — avec Julio Aróstegui et Eduardo González Calleja —, Banderas blancas, boinas rojas. Una historia política del carlismo (1876-1939) (Marcial Pons, 2006), La historia es un árbol de historias. Historiografía, política, literatura (Prensas de la Universidad de Zaragoza, 2014), Historia mínima de Cataluña (Turner, 2015), Con permiso de Kafka. El proceso independentista en Cataluña (Península, 2018), La monarquía en el siglo XXI (Turner, 2019) et 25 de julio de 1992. La vuelta al mundo de España (Taurus, 2021).
Il s'est ouvertement manifesté contre le mouvement indépendantiste catalan,.